# المدارس الحكومية في إمارة دبي
هذه هي قائمة المدارس في دبي لحكومة دبي - المدارس العامة. وهي تابعة لوزارة التربية والتعليم في دولة الإمارات العربية المتحدة.
تم سرد تصنيفات هيئة المعرفة والتنمية البشرية KHDA لمدارس دبي العامة أدناه. والقائمة مرتبة حسب التصنيفات لعام 2010-2011. وأشار تقرير صدر من مركز دبي للإحصاء أن هناك 29، 387 (2018/2019) طالب بينهم 4، 650 أجنبي والباقي من مواطنين دولة الإمارات العربية المتحدة.
| اسم المدرسة                        | 2010-2011 | 2009-2010 | 2008-2009 | منهاج دراسي            |
| ---------------------------------- | --------- | --------- | --------- | ---------------------- |
| مدرسة الأرقم الخاصة                | مقبول     | مقبول     | مقبول     | وزارة التربية          |
| روضة البساتين الخوانيج             | مقبول     | مقبول     | مقبول     | وزارة التربية          |
| مدرسة الراشد الصالح الخاصة         | مقبول     | مقبول     | مقبول     | وزارة التربية          |
| مدرسة الشروق الخاصة                | مقبول     | مقبول     | غير مرض   | وزارة التربية          |
| مدرسة الثريا الخاصة                | مقبول     | مقبول     | مقبول     | وزارة التربية          |
| مدرسة دبي للتعليم الحديث           | مقبول     | مقبول     | مقبول     | وزارة التربية / أمريكي |
| روضة أطفال شرطة دبي، بر دبي        | مقبول     | مقبول     | مقبول     | وزارة التربية          |
| روضة شرطة دبي، فرع ديرة            | مقبول     | مقبول     | مقبول     | وزارة التربية          |
| المدرسة الأكاديمية الدولية         | مقبول     | مقبول     | مقبول     | وزارة التربية / أمريكي |
| المدرسة الإسلامية للتعليم والتدريب | مقبول     | مقبول     | مقبول     | وزارة التربية          |
| المدرسة الخيرية الوطنية            | مقبول     | مقبول     | مقبول     | وزارة التربية          |
| مدرسة العالم الجديد الخاصة         | مقبول     | مقبول     | مقبول     | وزارة التربية          |
| البساتين KG حتا                    | غير مقبول | غير مقبول | غير مقبول | وزارة التربية          |
| مدرسة الفلاح النموذجية الخاصة      | غير مقبول | غير مقبول | غير مقبول | وزارة التربية          |
| مدرسة الحصن الخاصة                 | غير مقبول | غير مقبول | غير مقبول | وزارة التربية / أمريكي |

وهناك بالإضافة إلى مدارس أخرى حكومية جميعها تابعة لوزارة التربية والتعليم. وتخضع إلى الرقابة من هيئة المعرفة في إمارة دبي
تم جمع البيانات من تقرير هيئة المعرفة والتنمية البشرية.
يمكن الاطلاع على التقارير الرسمية على موقع هيئة المعرفة والتنمية البشرية.

## دليل المدارس الحكومية في دبي
تقسم المدارس الحكومية في دبي إلى:

### مدارس للبنات
ومن  أبرز المدارس الحكومية للبنات في دبي:
| المدرسة                                       | الموقع    |
| --------------------------------------------- | --------- |
| مدرسة الجاحظ – الحلقة الثانية بنات            | الراشدية  |
| مدرسة الخوانيج – الحلقة الثانية بنات          | الخوانيج  |
| مدرسة حصة بنت المر – الحلقة الثانية بنات      | بور دبي   |
| مدرسة أم سقيم – الحلقة الثانية بنات           | الصفا 2   |
| مدرسة الكويت – الحلقة الثانية بنات            | الطوار 1  |
| مدرسة مارية القبطية – الحلقة الثالثة بنات     | الطوار 1  |
| مدرسة الراية – الحلقة الثالثة بنات            | الوصل     |
| مدرسة سكينة بنت الحسين – الحلقة الثالثة بنات  | ند الحمر  |
| مدرسة الظهرة – الحلقة الثالثة بنات            | حتا       |
| مدرسة أسماء بنت النعمان – الحلقة الثالثة بنات | الطوار 3  |
| مدرسة الألفية – الحلقة الثانية بنات           | القصيص 2  |
| مدرسة هند بنت مكتوم – الحلقة الثالثة بنات     | الوصل     |
| مدرسة ند الحمر – الحلقة الثانية بنات          | ند الحمر  |
| مدرسة القيم – الحلقة الثانية بنات             | البرشاء 2 |
| مدرسة الراشدية – الحلقة الثالثة بنات          | الراشدية  |

### مدارس حكومية في دبي للبنين
ومن  أبرز المدارس الحكومية للبنين في دبي:
| المدرسة                                       | الموقع       |
| --------------------------------------------- | ------------ |
| مدرسة عمر بن الخطاب – الحلقة الثانية بنين     | ديرة         |
| مدرسة الرازي – الحلقة الثانية بنين            | الصفا 1      |
| مدرسة المهلب – الحلقة الثانية بنين            | الممزر       |
| مدرسة محمد نور – الحلقة الثانية بنين          | الراشدية     |
| مدرسة الصفا – الحلقة الثالثة بنين             | الوصل        |
| مدرسة محمد بن راشد – الحلقة الثالثة بنين      | الجافلية     |
| مدرسة دبي – الحلقة الثالثة بنين               | الممزر       |
| مدرسة المعارف – الحلقة الثالثة بنين           | ند شمّا       |
| مدرسة راشد بن سعيد – الحلقة الثالثة بنين      | حتا          |
| مدرسة حمدان بن راشد – الحلقة الثالثة بنين     | الورقاء 2    |
| مدرسة الليسيلي – الحلقة الثانية والثالثة بنين | الليسيلي     |
| مدرسة الوحيدة – الحلقة الثالثة بنين           | شارع الوحيدة |
| مدرسة أحمد بن راشد -الحلقة الثانية بنين       | المحصينة 1   |
| مدرسة القيم للحلقة الثانية بنين               | البرشاء 2    |

### مدارس دبي الحكومية المختلطة
من أبرز مدارس دبي الحكومية المختلطة:
| المدرسة                                                     | الموقع       |
| ----------------------------------------------------------- | ------------ |
| مدرسة الإبداع – الحلقة الأولى                               | الطوار 3     |
| مدرسة الأقصى – الحلقة الأولى                                | الراشدية     |
| مدرسة حتا 1 – الحلقة الأولى                                 | حتا          |
| مدرسة محمد بن راشد – الحلقة الأولى                          | المزهر       |
| مدرسة جميرا – الحلقة الأولى                                 | جميرا 3      |
| مدرسة سلمى الأنصارية – الحلقة الأولى                        | السطوة       |
| مدرسة الثاني من ديسمبر – الحلقة الأولى                      | الطوار 1     |
| مدرسة السعادة – الحلقة الأولى                               | المزهر 1     |
| مدرسة الحديبية – الحلقة الأولى                              | الطوار 2     |
| مدرسة سارة – الحلقة الأولى                                  | الراشدية     |
| مدرسة أنيسة الأنصارية – الحلقة الأولى                       | القوز 1      |
| مدرسة هند بنت مكتوم – الحلقة الأولى                         | أم سقيم 2    |
| مدرسة العذبة -الحلقة الأولى                                 | الخوانيج     |
| مدرسة الواحه – الحلقة الأولى والثانية والثالثة بنات         | العوير 2     |
| روضة ومدرسة الليسيلي – الحلقة الأولى والثانية والثالثة بنات | الليسيلي     |
| مدرسة حتا 2 – الحلقة الأولى                                 | حتا          |
| روضة ومدرسة السلام – الحلقة الأولى                          | البرشاء 3    |
| مجمع زايد التعليمي – البرشاء – الحلقة الثانية والثالثة      | البرشاء جنوب |
| مجمع زايد التعليمي – المزهر- الحلقة الثانية والثالثة        | المزهر 2     |

## مدارس حكومية بالشراكة مع القطاع الخاص
استحدثت دولة الإمارات نماذج جديدة من المدارس الحكومية التي تُدار بالشراكة مع القطاع الخاص من أبرزها:
- مدارس الأجيال
- مدارس الشراكات التعليمية- أبوظبي
- "مدارس دبي"

## روابط خارجية
- موقع هيئة المعرفة والتنمية البشرية باللغة العربية
- موقع هيئة المعرفة والتنمية البشرية باللغة الإنجليزية
- وظائف مدرسين في دبي، الشارقة، أبو ظبي، العين، رأس الخيمة، عجمان، الفجيرة